# Chiesa-oratorio di San Bartolomeo
La chiesa-oratorio di San Bartolomeo è un edificio religioso postromanico che si trova a Tresa, nella frazione di Croglio.

## Storia
Nel 1945 la chiesa subì un restauro, durante il quale fu realizzata la copertura e fu scoperta la Santissima Trinità sulla parete meridionale dell'edificio.

## Descrizione

### Esterni
La chiesa è dotata di campanile barocco.

### Interni
La struttura, dotata di abside, è coperta da un soffitto a capriate scoperte. All'interno affreschi del 1440 che recano la firma "Thomas et Baldesarus". Interessanti le decorazioni dell'abside: una Vesica piscis con Gesù Cristo in Maestà, affiancata dai simboli degli evangelisti, sovrasta una serie che rappresenta i dodici apostoli.
Riccamente decorata la parete meridionale, sulla quale spiccano una Madonna in trono, un'Incoronazione della Vergine, una Santissima Trinità e un Sant'Antonio Abate. Sulla parete nord, invece, una nicchia ospita una Madonna realizzata nel XVII secolo in stile barocco.